# Landet (Svendborg)
Landet is een plaats in de Deense regio Zuid-Denemarken. Het dorp ligt op het eiland Tåsinge, in de gemeente Svendborg. Landet telt 256 inwoners (2008).
- Library of Congress Control Number: n79014731
- Nationale Bibliotheek van Israël: 987007554962305171
- Virtual International Authority File: 159431267
- WorldCat: E39PBJtrYFrfjkc4tYpBHkkdQq